# 時間ですよ
『時間ですよ』（じかんですよ）は、1965年から1990年までTBS系で放送されていたテレビドラマ。銭湯を舞台にしたホームドラマ。1970年代にシリーズ化され、1980年代にもリバイバルした。

## 概要
主演は森光子。他には、堺正章や悠木千帆（樹木希林）らが出演。天地真理、浅田美代子らの出世作にもなった。
久世光彦が演出、プロデューサーを務めた。また、女湯シーンの女性エキストラ達のセミヌードが売り物の一つであった。
第4作目の『時間ですよ 昭和元年』は、荒井注のザ・ドリフターズ脱退後初の単独出演作であることや、放映期間中に近畿地区でネット局が変更になった（朝日放送→毎日放送）ことでも話題となった（毎日放送でのネットはラスト2話のみ）。
1987年には、お笑いコンビのとんねるず（石橋貴明・木梨憲武）をキャスティングに加えた『時間ですよ ふたたび』が制作され、とんねるずは1988年に放送された『時間ですよ たびたび』にも出演している。また、1989年に制作された『時間ですよ 平成元年』には、チェッカーズ時代の藤井郁弥（現在：藤井フミヤ）や、結成されたばかりのSMAPから中居正広（俳優デビューでもある）なども出演した。

### 内容
時間ですよ（東芝日曜劇場、単発）
時間ですよ（第1シリーズ - 第3シリーズ）
東京・五反田で銭湯「松の湯」を経営する松野家を中心としたホームドラマ。松野家の後継問題を描く一方で、各シリーズのオーディションで選ばれた新人（順番に川口晶、西真澄、浅田美代子）と堺正章、悠木千帆が演じる従業員の「トリオ・ザ・銭湯」が主にボイラー室でドラマ本編のストーリーとは何の関係もないアドリブ風のトークやギャグを連発する。第2シリーズ森光子の強い推薦により天地真理が銭湯の隣に住むマリ役で芸能界デビューを果たし国民的人気を博した。
このシリーズから、営業時間になると従業員が「女将さ～ん!時間ですよ～!!」と叫ぶシーンが登場。
時間ですよ 昭和元年
東京・湯島で銭湯「亀乃湯」を経営する昭和元年の亀山家を舞台としている。前番組『寺内貫太郎一家』のレギュラー陣が多く、谷口世津が5万人の中からオーディションで選ばれて出演した。昭和元年という名前だが松野家の先祖という設定ではない。
時間ですよ ふたたび
東京・湯島で銭湯「梅の湯」が舞台。主演の森光子以外のキャストを一新した1980年代のリバイバル作品。とんねるずの出演が話題になり、スペシャルなども放送されている。銭湯を廃業しマンションに建て直すことを決めたウメの枕元に、30年来の従業員だった徳助の幽霊が現れる。
時間ですよ たびたび
東京・根津で銭湯「梅の湯」が舞台。キャスティングではとんねるずが続投し、レギュラーに谷啓、工藤静香等が加わった。ウメの夫・半次が家を出てから15年ぶりに姿を現したことで起こる騒動。
時間ですよ 平成元年
前作と同じく「梅の湯」が舞台で、チェッカーズ時代の藤井郁弥（現・藤井フミヤ）、SMAP時代の中居正広（中居はこのシリーズで俳優デビュー）などがレギュラー出演。設定が変更されている。梅の湯の長男・彦一と商売敵であるミラノ湯の娘・桃子が恋に落ちる。

### 経緯
1965年7月4日に東芝日曜劇場で、単発ドラマとして『時間ですよ』が放送された（脚本：橋田壽賀子、演出：橋本信也、出演：十七代目中村勘三郎、森光子、中原ひとみ）。この、銭湯を舞台にした人情ドラマが好評であったため、5年後に連続ドラマ化されることになった。なお、連続ドラマ化の企画段階では『セントウ開始』というタイトルだった。
初期に脚本を手がけた橋田が第3回をもって降板したのは、久世光彦が脚本にアドリブのシーンを入れるなど、橋田が思った通りの話を書けなかったからだという（「週刊朝日」2009年5月の林真理子との対談より）。橋田はその後もTBSで多くの作品を手がけたが、久世とはそれ以後、一度も口を利くことがなかった。

## シリーズ

### 時間ですよ（単発）
東芝日曜劇場、モノクロ放送。
放送年
- 1965年7月4日（午後9時30分〜10時30分）、全1話

脚本
- 橋田寿賀子

プロデューサー
- 石井ふく子

ディレクター・監督
- 橋本信也

出演
- 十七代目中村勘三郎…（泉昌造。泉湯の主人。）
- 森光子…（泉初子。泉湯の女将。昌造の妻。）
- 中原ひとみ
- 中曾根公子
- 西岡慶子
- 村瀬昌代
- 石井富子
- 近江俊輔
- 三崎千恵子

### 時間ですよ（第1回 - 第30回）
このシリーズはモノクロ放送であった。
放送期間
- 1970年2月4日 - 8月26日、全30回

脚本
- 小松君郎
- 松田暢子
- 橋田壽賀子 ほか

音楽
- 山下毅雄

演出
- 山本和夫
- 伊藤勇
- 山泉脩
- 久世光彦 ほか

プロデューサー
- 山本和夫

出演
- 松野まつ（森光子）：｢松の湯｣の女将 祥造の妻
- 松野祥造（船越英二(大映)）：｢松の湯｣主人
- 松野一郎（松山英太郎）：松野家の一人息子 銭湯を継ぐのを嫌いサラリーマンをしている
- 松野芙美（大空眞弓(第1回 - 第7回)→松原智恵子(第8回以降)）：一郎の嫁
- 児島（石松）浜子（悠木千帆）：｢松の湯｣の従業員
- 宮崎健（堺正章）：大学浪人をしながら｢松の湯｣で働いている
- 栗原市子（川口晶）：｢松の湯｣の従業員
- とみ子（紀比呂子）：市子の友人　後に｢松の湯｣の従業員となる
- 亀井徳一（三代目江戸家猫八）：和菓子屋主人 祥造といつもつるんでいる
- 亀井はる（近松麗江）：徳一の妻
- 杉山警官（曾我廼家一二三）：町内の交番の巡査
- 幸一（下川辰平）：すし幸主人
- たき（飯田蝶子）：｢松の湯｣の常連
- 久子（石井富子）：｢松の湯｣の常連三人組
- 初（富永美沙子）：｢松の湯｣の常連三人組
- 君江（島田多江）：｢松の湯｣の常連三人組
- 島崎かね子（七尾伶子）：近所で印刷所を営む
- 浅太郎（左とん平）：｢松の湯｣の常連のチンピラ
- 石松東（大辻伺郎）：後に浜子と結婚する
- せい子（宝生あや子）：芙美の母
- 謙二（松山省二）：芙美の弟

このシリーズのゲスト
- 根岸明美 - 第1回・第2回
- 三崎千恵子 - 第1回・第2回・第3回
- 北沢典子 - 第3回
- 奥村公延 - 第3回・第5回・第23回・第25回
- 武智豊子 - 第4回
- 東光生 - 第4回
- 畠山麦 - 第4回
- 園田裕久 - 第5回
- 新村礼子 - 第5回
- 石立鉄男：広田 - 第5回
- 葉山葉子：広田の妻・すみ子 - 第5回
- てんぷくトリオ（三波伸介、戸塚睦夫、伊東四朗） - 第9回
- 長沢純 - 第9回
- 中村玉緒：あき子 - 第9回
- 岡本富士太 - 第10回
- 久松保夫 - 第10回
- 中原早苗 - 第11回
- 石山健二郎 - 第11回・第28回
- 上田忠好
- 桑山正一：市太郎 - 第13回
- 曽我町子：たきの息子の嫁・ツネ子 - 第13回
- 仲谷昇：医者・佐伯 - 第14回
- 殿山泰司 - 第15回
- 岡部正純 - 第15回
- 菅井きん：トキ - 第17回・第19回
- 二見忠男：集金人 - 第17回
- 里木佐甫良：屋台のおやじ - 第17回
- 有島一郎：杉原大助 - 第18回
- 六代目三遊亭円生 - 第20回
- 山田吾一 - 第20回
- 大原麗子：マリ - 第21回
- 福崎和宏：弘 - 第22回
- 久米宏 - 第23回
- 大友柳太朗：半次郎 - 第24回
- 小松方正 - 第25回
- 杉浦直樹：三好 - 第25回
- ちあきなおみ - 第26回
- 小野寺昭 - 第26回
- 冷泉公裕 - 第26回
- 常田富士男 - 第27回
- 藤間文彦 - 第28回・第29回
- 三条美紀 - 第29回

主題歌
- スリー・グレイセス「時間ですよのテーマ」
  - 作曲：山下毅雄

### 時間ですよ（第31回 - 第65回）
このシリーズからカラー放送となる。CSのTBSチャンネルでは、第33回は2013年2月7日には放送されたが、欠番となっている（ソープランドの旧称であるトルコ風呂が題材に使われているためか？）。
放送期間
- 1971年7月21日 - 1972年3月15日、全35回

脚本
- 小松君郎
- 松田暢子
- 柴英三郎
- 向田邦子

音楽
- 山下毅雄

演出
- 砂原幸雄
- 高畠豊
- 竹之下寛次
- 伊藤勇
- 山泉脩
- 片島謙二
- 久世光彦 ほか

プロデューサー
- 須子信仁

出演
- 松野まつ（森光子）
- 松野祥造（船越英二）
- 松野一郎（松山英太郎）
- 松野芙美（松原智恵子）
- 児島浜子（悠木千帆）
- 宮崎健（堺正章）
- 福井サチコ（西真澄）：｢松の湯｣の新卒従業員
- トミ子（紀比呂子）：元｢松の湯｣の従業員 現在はラーメン屋で働いている
- マリ（天地真理）：｢松の湯｣の隣に住む 洋裁の学校に通っている
- 亀井徳一（江戸家猫八）
- 亀井はる（近松麗江）
- 杉山警官（曾我廼家一二三）
- ミヨ子（姫ゆり子）：杉山警官の妻
- りん子（鈴木紀子）：小料理屋「ポン太」の女将
- トン子（藤園貴巳子）：りん子の遠縁 店を手伝っている
- 釜田（かまやつひろし）：健の先輩で質屋の主人 浜子が恋心を寄せる
- 健の友達（はしだのりひこ）
- 健の友達（岸部シロー）
- 小山（小坂一也）：釜田を諦めた浜子が新たに恋心を寄せる
- 戸山（鈴木博三）：小山の友達
- 正司敏夫（正司玲児）：夫婦で理容室を営んでいる
- 正司玲子（正司敏江）：敏夫の妻「松の湯」でいつも派手な夫婦喧嘩をする
- たき（飯田蝶子）
- すし幸（下川辰平）
- 久子（富永美沙子）（第1シーズンでは石井富子が久子）
- 初（石井富子）（第1シーズンでは美沙子が初）
- 君江（島田多江）
- 森山せい子（宝生あやこ）
- 森山信行（細川俊夫）：芙美の父
- マリの弟（山本コウタロー）

このシリーズのゲスト
- 鶴間エリ：女の子 - 第31回
- 大前鈞：客 - 第31回
- 二見忠男：客 - 第31回・第37回
- 鈴木やすし：酔客 - 第32回
- 細川ちかこ：すみ - 第32回
- 岡浩也 - 第32回
- 人見明：川口 - 第33回
- 加藤市：客 - 第33回
- 山内明：桜井 - 第34回
- 高野浩幸：太一 - 第34回
- 此島愛子：より子 - 第34回
- 原ひさ子：りん子の母 - 第37回
- 桑山正一：福井大六 - 第38回
- 池部良：倉沢 - 第39回
- 菅井きん：井口（声のみ）- 第39回
- 林隆三：秋山不二夫 - 第40回
- 横山リエ：吉見百合子 - 第40回
- 上田忠好：客 - 第40回
- 吉田義夫：家主 - 第41回
- 高橋隆：競馬実況 - 第42回
- 松崎真：屋台の親爺 - 第42回
- 白石奈緒美：一美 - 第43回
- 三木弘子：女客 - 第44回
- 犬塚弘：大松 - 第45回
- 江波多寛児：酔客 - 第47回
- 下条アトム：男の子 - 第47回
- 日笠潤一：電話工事の男 - 第49回
- 酒井郷博…巡査- 第49回
- 藤江リカ：マキ - 第50回
- 黒沢のり子：京子 - 第50回
- 田中真理：英子 - 第50回
- 河津清三郎：丑松 - 第51回
- 大原麗子：金太郎 - 第52回
- 渚まゆみ：かよ子 - 第52回
- 藤村有弘：マンション管理人 - 第53回
- 北川博子：区民会館世話係 - 第53回
- 大前均：工事人夫 - 第53回
- 松崎真：工事人夫 - 第53回
- いしだあゆみ：まさ子 - 第53回
- 左とん平：浅太郎 - 第33回・第54回
- 山口嘉三：鈴村光夫 - 第56回
- 飯田悦子：母親 - 第56回
- 三好美智子：さよ子 - 第57回
- 神芙紗左代：母親 - 第59回
- 大原穣子：母親 - 第59回
- 萩原健一：村上 - 第60回
- 成田光子：美容師 - 第60回
- 木村豊幸：大村 - 第60回
- 菅野直行：小林 - 第60回
- 堀越善一：中村 - 第60回
- 太宰久雄：大山 - 第61回
- 研ナオコ：カツ子 - 第61回
- 横田泰代：母親 - 第61回
- 桑原幸子：エッコ - 第62回
- 森雅之：林田 - 第63回
- 和田周：医師 - 第64回
- 大野富久代：看護婦 - 第64回
- 三谷勉：僧侶 - 第64回

主題歌
- スリー・グレイセス「時間ですよのテーマ」
  - 作曲：山下毅雄

挿入歌
- 堺正章「涙から明日へ」
  - 作詞：小谷夏 作曲：山下毅雄 編曲：広瀬雅一
  - 発売日：1971年9月25日

- 天地真理「恋はみずいろ」
  - 作詞：ピエール・クール 訳詞：漣健児 作曲：アンドレ・ポップ 編曲：馬飼野俊一
  - 発売日：1971年12月21日

- 天地真理「水色の恋」
  - 作詞：田上えり、Pesce Carios 作曲：田上みどり、Latasa Feliciano 編曲：森岡賢一郎
  - 発売日：1971年10月1日

- 西真澄「ひとりごと」
  - 作詞：阿久悠 作曲：山下毅雄 編曲：川口真
  - 発売日：1972年2月25日

### 時間ですよ（第66回 - 第95回）
ギャグの要素が前回に比べ増えた。
放送期間
- 1973年2月14日 - 1973年9月5日、全30回

脚本
- 小松君郎
- 松田暢子
- 福田陽一郎
- 向田邦子 ほか

音楽
- 山下毅雄

演出
- 高畠豊
- 竹之下寛次
- 伊藤勇
- 山泉脩
- 片島謙二
- 久世光彦
- 近藤邦勝 ほか

プロデューサー
- 久世光彦

出演
- 松野まつ（森光子）
- 松野祥造（船越英二）
- 松野一郎（松山英太郎）：次長昇進を引っ提げ徳島転勤から戻り、元々実家との別居志向があり、部下と家飲みもしたいとマンション住まいを強く望む。
- 松野芙美（松原智恵子）
- 大前田浜子（悠木千帆）
- 宮崎健（堺正章）
- 相馬ミヨコ（浅田美代子）：両親を亡くし群馬から上京　サチコに代わる「松の湯」従業員に
- 福井サチコ（西真澄）：元｢松の湯｣の従業員　現在はマリと共に下宿し近所の美容院に転職
- マリ（天地真理）
- 亀井徳一（江戸家猫八）
- 亀井はる（近松麗江）
- 平吉（由利徹）：｢だるま食堂｣を営む。祥造・徳一とは飲み仲間
- さゆり（研ナオコ）：平吉の娘。よく浜子にケンカをふっかける手を焼く不良少女　後半で浅太郎と付き合いだす
- ミナミ（中津川みなみ）：さゆりの仲間
- カヨ子（あおいひさこ）：さゆりの仲間
- 杉山警官（曾我廼家一二三）
- 田村涼子（篠ヒロコ）：小料理屋「おかめ」の女将。過去風間の舎弟と心中し一人だけ生き残った。終盤過労による貧血で倒れたが、医師から松野夫妻と藤野に白血病と真実を知らされる。
- トン子（藤園貴三子）：小料理屋「おかめ」の手伝い
- 風間（藤竜也）：元ヤクザ いつもおかめの片隅で飲んでいる
- 釜田質店（かまやつひろし）：妻に逃げられた質屋の主人
- 猫田（鈴木ヒロミツ）：釜田質店の従業員
- 高倉浅太郎（左とん平）
- 高倉勇吉（伴淳三郎）
- 総理（豊島泰三）：｢松の湯｣の常連客 田中角栄のような風貌と話し方で周りから総理と呼ばれている
- お岩（武智豊子）：｢松の湯｣の常連客
- お千代（山田桂子）：｢松の湯｣の常連客
- シズ子（池田和歌子）：｢松の湯｣の常連客
- すみ江（茜夕子）：｢松の湯｣の常連客
- 田中久美：｢松の湯｣の常連客
- 野路きくみ：｢松の湯｣の常連客
- 佳男（川口亮）：ミヨコの男友達

このシリーズの主なゲスト
- 森繁久彌：元旅回り一座の女形
- 松村達雄：祥造の幼馴染
- 三崎千恵子
- 大和田伸也
- アラン・メリル

主題歌
- スリー・グレイセス「時間ですよのテーマ」
  - 作曲：山下毅雄
- 森光子「東京下町あたり」
  - 作詞：阿久悠 作曲：山下毅雄  編曲：高田弘（シリーズ後半のテーマソング。「時間ですよのテーマ」に歌詞をつけた作品）
  - 発売日：1973年4月21日

挿入歌
- 浅田美代子「赤い風船」
  - 作詞：安井かずみ 作曲・編曲：筒美京平
  - 発売日：1973年4月21日
- 天地真理「若葉のささやき」
  - 作詞：山上路夫 作曲：森田公一 編曲：竜崎孝路
  - 発売日：1973年3月21日
- 堺正章「街の灯り」
  - 作詞：阿久悠 作曲：浜圭介 編曲：森岡賢一郎
  - 発売日：1973年6月25日
- The Beatles他「Twist And Shout」（劇中演奏歌唱：堺正章、かまやつひろし、アラン・メリル、鈴木ヒロミツ）
  - 作詞・作曲：Bert Russel Berns 、Phil Medley
  - 発売日：1962年6月16日（The Isley Brothers）
- 森山良子「この広い野原いっぱい」（劇中歌唱：天地真理）
  - 作詞：小薗江圭子 作曲：森山良子
  - 発売日：1967年1月2日
- 天地真理「水色の恋」
  - 作詞：田上えり、Pesce Carios 作曲：田上みどり、Latasa Feliciano 編曲：森岡賢一郎
  - 発売日：1971年10月1日
- 堺正章「涙から明日へ」
  - 作詞：小谷夏 作曲：山下毅雄 編曲：広瀬雅一
  - 発売日：1971年9月25日

### 時間ですよ 昭和元年（全26回）
放送期間
- 1974年10月16日 - 1975年4月9日

脚本
- 向田邦子
- 柴英三郎
- 山県あきら ほか

音楽
- ボブ佐久間

演出
- 服部晴治
- 浅生憲章
- 宮田吉雄
- 山泉脩
- 久世光彦 ほか

プロデューサー
- 久世光彦

タイトルバック
- 橋本治[4]

出演
- 亀山てる（森光子）：｢亀の湯｣の女将
- 亀山平八郎（荒井注）：｢亀の湯｣の主人
- 亀山ツネ（悠木千帆）：てるの母
- 亀山忠治（千昌夫）：亀山家の長男
- 亀山信子（池波志乃）：忠治の嫁
- 亀山美代（浅田美代子）：亀山家の長女
- エツ子（谷口世津）：亀山家のお手伝い
- 浅太郎（左とん平）
- 江口写真館（由利徹）
- 釜田（かまやつひろし）
- アキ子（小川美希）
- 菊（大楠道代）：足抜け女郎
- 十郎（細川俊之）：肺病のヤクザ
- 大久保老人（財津一郎）

主題歌
- 「時間ですよ 昭和元年のテーマ」
  - 作曲：ボブ佐久間

挿入歌
- さくらと一郎「昭和枯れすゝき」
  - 作詞：山田孝雄 作曲：むつひろし 編曲：伊部晴美
  - 発売日：1974年7月21日
- 谷口世津「わたし」
  - 作詞：阿久悠 作曲：筒美京平 編曲：高田弘
  - 発売日：1974年12月5日
- 浅田美代子「少女恋唄」
  - 作詞：松本隆 作曲・編曲：三木たかし
  - 発売日：1975年3月1日

### 時間ですよ ふたたび（全8回）
『時間ですよ 昭和元年』以来12年2か月ぶりにテレビドラマ化された。ギャグ要素が増え続け、初期の後継問題等のホームドラマや人情話の要素はほぼ無くなり、シチュエーション・コメディーとなった。カップルが駆け落ちして住み込みで働くなど、脚本の松原敏春が過去に手掛けた「オレの愛妻物語」のリメイクのような設定になっている。
放送期間
- 1987年6月23日 - 1987年8月11日

脚本
- 松原敏春

音楽
- 小林亜星

演出
- 久世光彦
- 小泉守
- 高野正雄

プロデューサー
- 三浦寛二（KANOX）
- 太田登（KANOX）
- 内野建（TBS）

出演
- 宝田ウメ（森光子）：梅の湯の女将（夫亡き後女手一つで店を切り盛りしている）
- 今井（宝田）弥生：篠ひろ子：ウメの娘（姑とうまくいかず梅の湯に戻ってくる）
- 近藤勝（石橋貴明）：梅の湯の従業員（タイトルの後に「○回目！」と言う[5]　実は橘に送り込まれたスパイだが…。）
- 遠藤明（木梨憲武）：梅の湯の従業員
- 花房まり子[6]（真璃子）：梅の湯のお手伝い
- 畠中徳助（植木等）：梅の湯の元従業員（第一話で死亡　その後はウメだけが見える幽霊で登場）
- 平沼幸三郎（地井武男）：梅の湯隣の貸衣装店主（弥生に片思いしている　南海ホークスの帽子がトレードマークの男やもめな2女の父）※最終話では太陽にほえろ!のトシさんばりの七曲署ではなく湯島署の刑事役でも登場
- 真柴りさ（河合美智子）：平沼貸衣装店の従業員（明の恋人）
- 梶原昇（柄本明）：元ボクサー（りさの前の恋人）
- 絹代（増田恵子）：小料理屋ひさごの女将
- 野々山（桜井センリ）：野々山葬儀店
- 橘（ケーシー高峰）：橘不動産（マンション建設を目論み梅の湯の土地を狙っている）
- 長さん（高木ブー）：梅の湯の常連客（間違えたと言いつつ裸見たさにわざと女湯入口を開けたり入り込んだりする洋菓子店のスケベ親父）
- オカマ（おすぎ）：梅の湯の常連客
- もたいまさこ：梅の湯・ひさごの常連客（盲導犬ゴローを連れ、白い杖を突く女性）
- 緋多景子：弥生の姑（結婚した相手、今井丈彦の母で6代続く呉服問屋のおかみ）
- かつらぎ（中村久美）：子連れで現れた梅の湯の一見客（明の高校時代演劇部の2つ上の先輩）　※第6話ゲスト出演
- かつらぎとおる（中村勘太郎[7]）：かつらぎの5歳の子ども　※第6話ゲスト出演
- 曾我廼家一二三：警官（同シリーズではお馴染み）※第8話【終】ゲスト出演
- 宮崎健（堺正章）：劇中では、松野まつではないのに「おかみさん」「健ちゃん」と互いに懐かしがる（大分羽振りのいい様子だが実は…）※第8話【終】ゲスト出演

主題歌
- ｢時間ですよ ふたたびのテーマ｣
  - 作曲：小林亜星

挿入歌
- 真璃子「お嫁に行きたい」[5]
  - 作詞・作曲・編曲：高見沢俊彦

### 時間ですよスペシャル～天使の誘惑～
弥生と幸三郎の婚礼の支度で賑わう梅の湯で食べ物が消える珍事件が相次ぐ。その犯人とは？
放送日
- 1988年3月30日

脚本
- 橋本以蔵

音楽
- 小林亜星

演出
- 久世光彦
- 高野正雄

プロデューサー
- 三浦寛二（KANOX）
- 太田登（KANOX）
- 内野建（TBS）

出演
- 宝田ウメ（森光子）
- 近藤勝（昭坊）（石橋貴明）
- 遠藤明（竜ちゃん）（木梨憲武）
- 平沼幸三郎（地井武男）
- 平沼弥生（篠ひろ子）：平沼と再婚する
- マリコ（真璃子）
- 美南子（南野陽子）：ウメの死んだ夫の隠し子？
- 平吉（由利徹）
- 釜田（かまやつひろし）
- まちこ（田島令子）：平沼の別れた元嫁

### 時間ですよ たびたび（全13回）
放送期間
- 1988年7月11日 - 1988年10月3日

脚本
- 山元清多
- 橋本以蔵
- 大石静

音楽
- 小林亜星

演出
- 久世光彦
- 高野正雄

プロデューサー
- 三浦寛二（KANOX）
- 太田登（KANOX）
- 内野建（TBS）

出演
- 宝田ウメ（森光子）
- 宝田半次（谷啓）：ウメの夫 さつきが幼い頃愛人と蒸発した
- 平沼弥生（篠ひろ子）
- 平沼幸三郎（地井武男）：弥生の夫 中学校教諭
- 宝田さつき（工藤静香）：宝田家の次女 看護学校の学生
- 近藤勝（石橋貴明）
- 遠藤明（木梨憲武）
- みなみ（岡本南）：｢梅の湯｣のお手伝い
- 武藤平吉（由利徹）：小料理屋の主人
- 武藤マリコ（真璃子）：平吉の娘、小料理屋の看板娘
- 釜田（かまやつひろし）：質屋店主
- 菊田先生（小鹿番）
- 中村先生（北見治一）

主題歌
- ｢時間ですよのテーマ｣
  - 作曲：小林亜星

挿入歌
- 岡本南「風とかくれんぼ」
  - 作詞：川村真澄 作曲：小林亜星 編曲：吉川忠英

### 時間ですよ 新春スペシャル「梅の湯はギャグでいっぱい」
放送日
- 1989年1月2日

脚本
- 山元清多
- 橋本以蔵

音楽
- 小林亜星

演出
- 久世光彦
- 高野正雄 ほか

プロデューサー
- 三浦寛二（KANOX）
- 太田登（KANOX）
- 内野建（TBS）

出演
- 宝田ウメ（森光子）
- 宝田半次（谷啓）
- 平沼弥生（篠ひろ子）
- 平沼幸三郎（地井武男）
- 宝田さつき（工藤静香）
- 近藤勝（石橋貴明）
- 遠藤明（木梨憲武）
- みなみ（岡本南）
- 武藤平吉（由利徹）
- 武藤マリコ（真璃子）
- 釜田（かまやつひろし）
- 菊田先生（北見治一）

第1話「えっ、明くんがお見合い？ そりゃあ、もう大変さ！」ゲスト
明のお見合いとその破談の顛末。
- 浅田美代子
- 石川秀美
- 斉藤由貴
- ビートたけし
- 東山紀之

第2話「勝ちゃんが恋におちて そりゃあ、もう大変さ！」ゲスト
勝の命をかけた恋とその失恋の物語。
- 秋本奈緒美
- 荒井注
- GENJI（諸星和己、佐藤寛之、山本淳一、赤坂晃、佐藤敦啓）
- 高田純次
- チャック・ウィルソン
- デーブ・スペクター
- 東山紀之
- 村﨑太郎・次郎（初代）

第3話「梅の湯は愛の嵐で そりゃあ、もう大変さ！」ゲスト
ウメの粋な計らいで明と勝の恋が成就するまで。
- 秋本奈緒美
- 荒井注
- 石川秀美
- 海老一染之助・染太郎
- 岡崎潤司（TBSアナ）
- 栗田貫一
- 小林亜星
- 清水ミチコ
- 高田純次
- チェッカーズ
- 當真さゆり
- 東山紀之
- 左とん平

※3つのドラマの間に名場面を紹介する「カタログ時間ですよ」「思い出の時間ですよ」が挿入
第4部・バラエティー「時間ですよ・二十年史」ゲストほか
- 浅田美代子
- 堺正章
- 松原智恵子
- 松山英太郎
- 松下賢次（TBSアナウンサー、司会）
- せんだみつお（司会）
- 三田寛子（アシスタント）

正月に当番組を部屋で見ている山形県出身の姉妹
- 渡辺えり子
- 南野陽子

### 時間ですよ 平成元年（全11回）
放送期間
- 1989年10月10日 - 12月26日

脚本
- 山元清多
- 水谷竜二

音楽
- 小林亜星

演出
- 久世光彦
- 高野正雄

プロデューサー
- 三浦寛二（KANOX）
- 太田登（KANOX）
- 内野建（TBS）

出演
- 宝田ウメ（森光子）：｢梅の湯｣の女将
- 宝田半次（谷啓）：｢梅の湯｣の主人
- 平沼弥生（篠ひろ子）：宝田家の長女
- 平沼幸三郎（地井武男）：弥生の夫
- 宝田彦一（藤井郁弥）：宝田家の長男 東大出で通産省勤務
- 宝田ヒロシ（中居正広）：宝田家の次男
- 伴雪之丞（柄本明）：｢梅の湯｣の従業員
- 花さん（広岡由里子）：｢梅の湯｣の従業員
- 金沢美和（川越美和）：｢梅の湯｣のお手伝い
- 林平吉（由利徹）
- 釜田（かまやつひろし）
- 菊田先生（小鹿番）
- 中村先生（北見治一）
- ｢ミラノ湯｣主人（小林亜星）：｢梅の湯｣とは犬猿の仲
- 桃子（つみきみほ）：｢ミラノ湯｣の娘 彦一と恋に落ちる
- 坂本課長（三宅裕司）：彦一の上司でもある通産省の課長
- ヒロシの友達（草彅剛、香取慎吾）

主題歌
- ｢時間ですよのテーマ｣
  - 作曲：小林亜星

挿入歌
- 川越美和「夢だけ見てる」
  - 作詞：小椋佳 作曲：玉置浩二 編曲：星勝

### 新春!時間ですよスペシャル「梅の湯の結婚式はギャグでいっぱい」
大晦日から正月にかけて梅の湯で起こる騒動の数々を描く。 

第一部
大晦日の梅の湯は彦一と桃子の婚礼を控えて大忙し。そこへ彦一の元恋人のナオミがウェデイング姿で飛び込んでくる。
第二部
森光子と懐かしのメンバーによるバラエティーコーナー。
第三部
正月二日の彦一と桃子の婚礼。そこへ彦一の幼馴染の鉄男がやってきてひと波乱を起こす。
放送日
- 1990年1月2日

脚本
- 山元清多
- 水谷竜二

音楽
- 小林亜星

演出
- 久世光彦

プロデューサー
- 三浦寛二（KANOX）
- 太田登（KANOX）
- 内野建（TBS）

出演
- 宝田ウメ（森光子）
- 宝田半次（谷啓）
- 平沼弥生（篠ひろ子）
- 平沼幸三郎（地井武男）
- 宝田彦一（藤井郁弥）
- 宝田ヒロシ（中居正広）
- 林平吉（由利徹）
- 伴雪之丞（柄本明）
- 金沢美和（川越美和）
- 釜田（かまやつひろし）
- 菊田先生（小鹿番）
- 中村先生（北見治一）
- 「ミラノ湯」主人（小林亜星）
- 桃子（つみきみほ）
- ヒロシの友達（木村拓哉、稲垣吾郎、森且行、草彅剛、香取慎吾）

### 時間ですよ殺人事件！ 梅の湯に死体が一つ浮んだ
時代設定を1923年（大正12年）にずらした「梅の湯」が舞台のミステリー。
放送日
- 1990年10月15日

脚本
- 扇沢延男

音楽
- 小林亜星

演出
- 久世光彦

プロデューサー
- 三浦寛二
- 内野建

出演
- 宝田ウメ（森光子）：｢梅の湯｣の女将
- 宝田半次（谷啓）：｢梅の湯｣の主人
- 英太郎（地井武男）：宝田家の長男 梅の湯の土地の権利書を持ち出してエノキンから借金をする
- 金沢美和（川越美和）：過去に秘密のある英太郎の恋人
- 徳子（井森美幸）：ウメの姪 江戸川乱歩に心酔し、推理小説家を目指して上京
- 榎本金蔵（エノキン）（柄本明）：高利貸し｢梅の湯｣の浴槽で殺されているのを発見される

## ネット局
- 東京放送（現在：TBSテレビ。制作局）
- 北海道放送
- 青森テレビ（「昭和元年」まで番販ネット、「ふたたび」から正式ネット）
- 岩手放送（現在：IBC岩手放送）
- 秋田テレビ（水曜22:00 - 22:54などで時差ネット）
- 山形テレビ（「たびたび」まで、水曜22:00 - 22:54などで時差ネット）→テレビユー山形（「平成元年」のみ）
- 東北放送
- 福島テレビ（「昭和元年」まで、「2」の途中から正式ネット）→テレビユー福島（「ふたたび」以降）
- 新潟放送
- 信越放送
- テレビ山梨
- 静岡放送
- 中部日本放送（現在：CBCテレビ）
- 富山テレビ（水曜22:00 - 22:54などで時差ネット）
- 北陸放送
- 福井テレビ（水曜22:00 - 22:54などで時差ネット）
- 朝日放送（現在：朝日放送テレビ。「昭和元年」のラスト3話までネット）→毎日放送（朝日放送とのネットチェンジに伴ってネットを開始、「昭和元年」のラスト2話から終了→「ふたたび」以降）[8]
- 山陰放送
- 山陽放送（現在：RSK山陽放送）
- 中国放送
- 山口放送（テレビ山口開局後に移行）→テレビ山口 （「ふたたび」までは土曜22:00 - 22:55などで遅れネット、「たびたび」と「平成元年」は正式ネット）
- 四国放送（土曜22:00 - 22:55などで時差ネット）
- 南海放送（「昭和元年」までは系列外ながら同時ネット）→テレビ愛媛[9]
- 高知放送（テレビ高知開局後も暫定的に遅れネット継続、月曜22:00 - 22:56）[10]→テレビ高知
- RKB毎日放送
- 長崎放送
- 熊本放送
- 大分放送
- 宮崎放送
- 南日本放送
- 琉球放送

## 関連作品
- 寺内貫太郎一家：西城秀樹がギターを弾き、浅田美代子が屋根の上で歌うシーンがあるのも、同じ水曜劇場で久世プロデューサー作品によるもの（「時間ですよ」では堺がギターを弾き、天地が屋根の上で歌っている印象が強いが[要出典]、実際は堺、西、天地、浅田ら挿入歌も多く多様であった。例えば天地が自室窓辺で単独で弾き語りするのを堺が聴いているとか、浅田の曲を堺と天地の3人でボイラー室で歌うなどがあり、屋根の上はそれらよりは少なかった）。
- ムー・ムー一族：水曜劇場で久世プロデューサーの「時間ですよ」「寺内貫太郎一家」に続く作品で、郷ひろみと樹木希林の「お化けのロック」「林檎殺人事件」が印象に強いが、やはり岸本加世子や桂木文の挿入歌も、屋根の上で歌われたこともある。